# Acido ursolico
L'acido ursolico (o acido 3-β-3-idrossi-urs-12-en-28-oico) è un idrossiacido triterpenico pentaciclico, identificato nelle cere epicuticolari delle mele già nel 1920 e ampiamente trovato nelle bucce dei frutti, così come nelle erbe e spezie come rosmarino e timo.

## Presenza in natura
L'acido ursolico è presente in molte piante, come il Mirabilis jalapa,  così come in molti frutti ed erbe usati nella vita quotidiana (ad es. mele, basilico, mirtilli, fiori di sambuco, menta piperita, rosmarino, lavanda, origano, timo, biancospino e prugne). Le bucce di mela contengono grandi quantità di acido ursolico e composti correlati.

## Potenziali effetti biochimici
Sono stati studiati numerosi potenziali effetti biochimici dell'acido ursolico, ma non sono stati condotti studi clinici che dimostrino benefici per la salute umana. In vitro, l'acido ursolico inibisce la proliferazione di vari tipi di cellule tumorali inibendo la via di attivazione di STAT3 e può anche ridurne la proliferazione e indurre l'apoptosi.  È stato anche dimostrato che l'acido ursolico inibisce l'espressione di JNK e l'attivazione IL-2 delle cellule T leucemiche JURKAT, portando alla riduzione della proliferazione e all'attivazione delle cellule T. L'acido ursolico è un inibitore dell'aromatasi debole (IC50 = 32 μM) ed è stato dimostrato che aumenta la quantità di muscolo e tessuto adiposo bruno e diminuisce l'obesità da tessuto adiposo bianco e le condizioni associate quando aggiunto alle diete somministrate ai topi.  Sotto concentrazioni fisiologiche, l'acido ursolico induce anche l'eriptosi (la morte cellulare suicida simile all'apoptosi nei globuli rossi difettosi).  È stato scoperto che riduce l'atrofia muscolare e stimola la crescita muscolare nei topi. Inoltre mostra una potenziale cardioprotezione.
Nei topi, l'acido ursolico induce la rigenerazione neurale dopo la lesione del nervo sciatico. Nei topi con sclerosi multipla cronica, l'acido ursolico ha ridotto ulteriormente i danni ai neuroni e ha contribuito a ricostruire le guaine protettive che coprono i neuroni, apparentemente sopprimendo le cellule immunitarie Th17 e attivando cellule precursori che maturano in cellule che producono guaine mieliniche, chiamate oligodendrociti. L'acido ursolico migliora i deficit cognitivi indotti dall'acido domoico nei topi. L'acido ursolico migliora i deficit cognitivi indotti dalla dieta ad alto contenuto di grassi bloccando lo stress del reticolo endoplasmatico e le vie infiammatorie mediate dal fattore βB/chinasi nucleare κB nei topi. L'acido ursolico attenua i deficit cognitivi indotti dai lipopolisaccaridi nel cervello del topo attraverso la soppressione delle vie infiammatorie mediate da p38/NF-κB. L'acido ursolico migliora i deficit cognitivi e attenua il danno ossidativo nel cervello dei topi senescenti indotti dal D-galattosio. L'acido ursolico migliora la rigenerazione del fegato di topo dopo epatectomia parziale..  L'acido ursolico migliora il sistema immunitario cellulare e la funzione delle cellule beta del pancreas nei topi diabetici indotti dalla streptozotocina alimentati con una dieta ad alto contenuto di grassi. Ha aumentato inoltre la massa muscolare scheletrica, nonché la forza di presa e la capacità di esercizio. Si è ottenuto quindi un miglioramento della resistenza, riduzione dell'espressione dei geni coinvolti nello sviluppo dell'atrofia muscolare e riduzione degli indicatori di affaticamento accumulato e stress indotto dall'esercizio.
Nei ratti, l'acido ursolico ha migliorato la steatosi epatica indotta dalla dieta ricca di grassi e ha migliorato i disordini metabolici nella malattia del fegato grasso non alcolica indotta dalla dieta ricca di grassi.

## Usi
L'acido ursolico si trova nelle piante utilizzate per gli additivi cosmetici. Può servire inoltre come materiale di partenza per la sintesi di derivati bioattivi più potenti, come agenti antitumorali sperimentali.